# Philippe Van Rechem
Philippe Van Rechem, dit Chef, est un joueur de hockey subaquatique français, licencié au Lille Université Club Hockey Subaquatique et à la Fédération française d'études et de sports sous-marins (FFESSM).
Il a participé à tous les championnats de France organisés de 1982 (1re édition de la compétition) à 2009 (Dominique Buki du  Hockey-Sub Le Chesnay participa quant à  lui à 18 éditions sur les 19 s'étant déroulées durant la même période).
Il est actuellement Président et entraîneur du LUC Hockey Subaquatique Compétition.

## Palmarès

### En équipe nationale
- Participation au premier championnat du monde de la discipline, organisé en 1984 à Chicago (avec son coéquipier de club du LUC Paul Lorin);

### En club
- Champion de France avec le LUC HSA, en 1984, 1985, et 1986;
- Vice-champion de France avec le LUC HSA, en 1982.